# Batalla de Milazzo de 888
La batalla de Milazzo fue una batalla naval librada en 888 entre las flotas bizantina y aglabí frente al noreste de Sicilia. La batalla fue una gran victoria aglabí. A veces se la conoce como la segunda batalla de Milazzo, contando la batalla de Stelai como la primera batalla de Milazzo.

## Batalla
En 888, los aglabíes montaron una nueva expedición dirigida a la Calabria bizantina, con barcos de Sicilia y de Ifriqiya. Frente a Milazzo, la flota se encontró con un escuadrón bizantino de la Flota Imperial de Constantinopla. La batalla que siguió no es mencionada por ninguna fuente bizantina, sino solo por al-Bayan al-Mughrib de Ibn Idhari, así como por la Crónica de Cambridge. Ambos coinciden en que fue una aplastante victoria aglabí, la primera en un combate en mar abierto: según se informa, 5.000 bizantinos se ahogaron y 7.000 en total (o 7.000 más, según la traducción del árabe) murieron.

## Secuelas
A raíz de esta debacle, los bizantinos abandonaron muchas fortalezas que habían tenido en Val Demone, y el resto, que se quedó sin esperanza de la ayuda bizantina, concluyó una tregua con el gobernador aglabí de Sicilia. Se dice que incluso la guarnición y la población de Rhegion abandonaron temporalmente su ciudad por temor a los ataques aglabíes.